# Шмальгаузения
Шмальгаузе́ния (лат. Schmalhausenia) — монотипный род многолетних травянистых растений семейства Астровые (Asteraceae). Включает единственный вид — Шмальгаузения гнездистая (Schmalhausenia nidulans).
Род назван в честь русского ботаника Ивана Фёдоровича Шмальгаузена.

## Ботаническое описание
Многолетнее травянистое растение, до 70 см высотой. Стебли толстые, ребристые, желтоватые, паутинисто-пушистые. Прикорневые листья продолговатые, до 40 см длиной и 14 см шириной, с крепкими желтоватыми колючками. Цветки многочисленные, обоеполые, трубчато-бокальчатые, пурпуровой окраски.
Цветение в июле—августе, плодоношение в августе—сентябре.

## Распространение
Растёт на ледниковых моренах, альпийских и субальпийских лугах, щебнистых склонах и галечниках высокогорий Северного Тянь-Шаня.

## Охрана
Вид занесён в Красную книгу Казахстана.

## Синонимика
- Arctium eriophorum (Regel & Schmalh.) Kuntze
- Carduus horridus (Rupr.) B.Fedtsch.
- Cirsium nidulans Regelbasionym
- Cousinia eriophora Regel & Schmalh.
- Jurinea horrida Rupr.
- Schmalhausenia eriophora (Regel & Schmalh.) C.Winkl.